# تسخينفالي

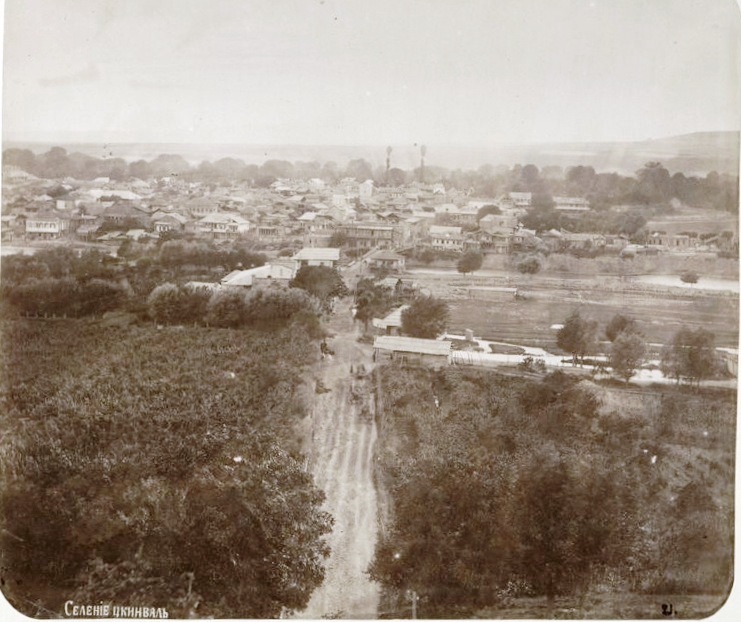
تسخينفالي في 1886

تسخينفالي (بالأوسيتية : цхинвал ؛ بالجورجية : ცხინვალი)، هي عاصمة جمهورية جنوب أوسيتيا المستقلة وغير المعترف بها دولياً، تطالب بها جورجيا ولكنها مؤيدة عسكريا من جانب روسيا.
تقع على نهر ليلخفي الكبير وحوالي 100 كم (62 ميلا) من شمال غرب العاصمة الجورجيه تبليسي.

## تاريخ

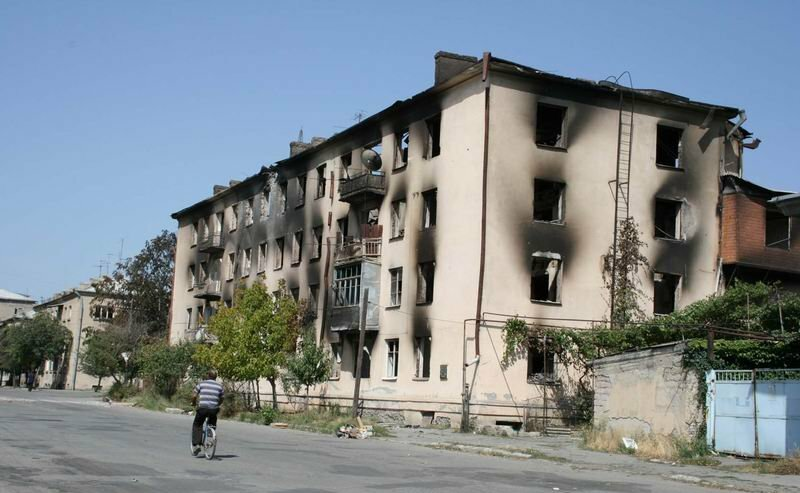
جانب من المدينة بعد المواجهات بين روسيا وجورجيا

بسبب موقعها على طريق التجارة التي كانت تربط شمال القوقاز بتبليسي وغوري، تحولت تسخينفالي تدريجيا إلى مدينة تجارية مختلطه من اليهود، والجورجيين، والأرمن والأوسيتيين. في 1910 كان عدد السكان 5033 نسمة، 42،3 ٪ من اليهود، 33 ٪ من الجورجيين والأرمن 13،4 ٪ و 11 ٪ من الأوسيتيين.
في الحرب الأخيرة سقط 1.492 مدني في تسخينفالي، تم تخريب المدينة بالكامل، لم ينجوا منها حتى المستشفى الوحيد في المدينة.
و أيضا من المباني السياسية المتضررة بشدة بسبب هذا النزاع هو مقر برلمان أوسيتيا الجنوبية.

## توأمة
لتسخينفالي اتفاقيات توأمة مع:
- تيراسبول

## أعلام
- دميتري مدوييف
- إدوارد كوكويتي
- كاخي كاخياشفيلي
- ميخايل باكييف